# Mykola Dowhan
Mykola Anatolijowytsch Dowhan (ukrainisch Микола Анатолійович Довгань, russisch Николай Анатольевич Довгань Nikolai Anatoljewitsch Dowgan; * 15. Juli 1955 in Talaja, Oblast Magadan) ist ein ehemaliger sowjetischer Ruderer, der in den 1970er Jahren erfolgreich war.

## Karriere
Der in Sibirien geborene Mykola Dowhan ruderte für Wodnik Kiew. 1972 und 1973 war er Juniorenweltmeister im Einer. 1974 trat er bei den Weltmeisterschaften in Luzern erstmals in der Erwachsenenklasse an. Hinter Wolfgang Hönig aus der DDR und dem US-Ruderer James Dietz erhielt Dowgan die Bronzemedaille. Bei den Weltmeisterschaften 1975 belegte er im Finale den sechsten Platz.
Dowhan ruderte auch bei den Olympischen Spielen 1976 in Montreal im Einer. Er gewann den zweiten Vorlauf und qualifizierte sich im Halbfinale mit einem zweiten Platz hinter dem Iren Seán Drea und vor dem Finnen Pertti Karppinen für das Finale. Im Finale gewann Karppinen knapp vor dem westdeutschen Peter Michael Kolbe, im Kampf um Bronze war der ostdeutsche Joachim Dreifke knapp vor Seán Drea erfolgreich. Dowhan belegte mit knapp 15 Sekunden Rückstand auf Drea den fünften Platz vor dem Argentinier Ricardo Ibarra.
Bei den Weltmeisterschaften 1977 in Amsterdam siegte Dreifke vor Karppinen und Dowhan. Im Jahr darauf siegte Kolbe bei den Weltmeisterschaften 1978 in Neuseeland, hinter Rüdiger Reiche aus der DDR und Milorad Stanulov aus Jugoslawien erreichte Dowhan den vierten Platz.
1980 fanden die Olympischen Spiele in Moskau statt. Im Doppelvierer traten Juryj Schapotschka, Jewgeni Barbakow, Waleri Kleschnjow und Mykola Dowhan für den gastgebenden Staat an. Im zweiten Vorlauf belegte der sowjetische Vierer den vierten Platz hinter den Booten aus der DDR, aus Bulgarien und aus Frankreich. Im Hoffnungslauf qualifizierte sich der sowjetische Doppelvierer durch einen Sieg vor den Bulgaren für das Finale. Im Finale kämpften die vier Boote aus dem zweiten Vorlauf um die Medaillen und erreichten binnen vier Sekunden das Ziel, es siegte der DDR-Vierer vor den sowjetischen Ruderern und den Bulgaren.